# Elizabeth Nourse
Elizabeth Nourse  (Mount Healthy, Ohio, 26 de octubre de 1859 – París, 8 de octubre de 1938) fue una pintora de retratos y paisajes de estilo realista. Trabajó también en pintura decorativa y en escultura. Fue descrita por sus contemporáneos como «la primera pintora de Estados Unidos» y «la decana de las pintoras estadounidenses en Francia además de una de las artistas más eminentes de su sexo». Nourse fue la primera mujer estadounidense en ser admitida en la Société Nationale des Beaux-Arts. Tuvo el honor de contar con uno de sus cuadros comprados por el gobierno francés para la colección permanente del Museo de Luxemburgo. Su estilo estuvo descrito por el crítico de Los Ángeles Henry J. Seldis como «precursor de la pintura realista social»
Algunos de sus trabajos están expuestos en el Museo de Arte de Cincinnati .

## Selección de obras

### Pinturas
- Two Children Seated 1880, acuarela y gouache sobre papel
- La mère, 1888, óleo sobre tela
- Fisher Girl of Picardy 1888, óleo sobre tela
- Fisher Woman and Child 1889, acuarela sobre papel
- The Three Ages  1890, aceite encimaóleo sobre tela .
- The Bargello, Florencia 1890, acuarela
- Italian Peasant Girl 1891, óleo sobre tabla
- The Kiss 1892, óleo sobre tela,
- Mère et fillette hollandaise 1895, óleo sobre tela
- L'heures d' été  ca. 1895, óleo sobre tela
- L'enfant endormi ca. 1901, acuarela sobre papel
- Meditation 1902,óleo sobre aceite
- Paysanne de Penmarc'h ca. 1903, óleo sobre tela
- Mother with Baby in Carriage ca. 1905-07, pastel sobre papel
- L'enfant qui dort ca. 1912, óleo sobre tela
- Jardin du Luxembourg le printemps, ca. 1920, acuarela sobre papel

### Escultura
- Busto de Caleb Nourse ca. 1881, yeso
- Louise Nourse 1899, yeso bajo relieve,
- Le Père et la Mère Léthias 1899, yeso bajo relieve

## Honores

### Premios
- 1893 - Medalla, World's Columbian Exposition, Chicago
- 1897 - Medalla, Carnegie Instituto, Pittsburgh
- 1897 - Medalla, Tennessee Centennial and International Exposition, Nashville
- 1900 - Medalla, Exposition Universelle, París
- Medalla de oro 1915, Panamá-Pacific Exposición, San Francisco[3][6]

## Galería

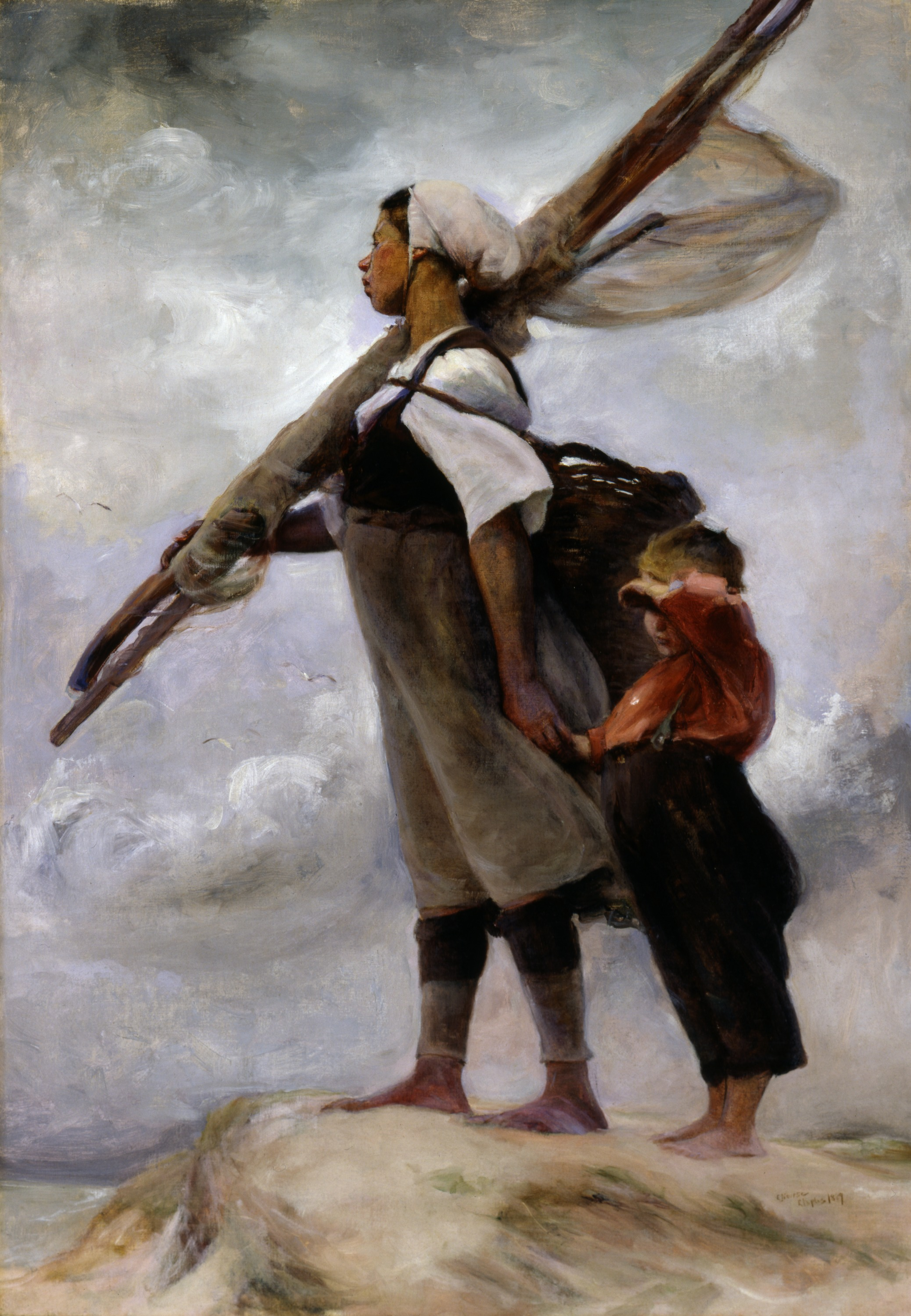
Nourse Picardy girl. Museo Smithsoniano de Arte Americano.
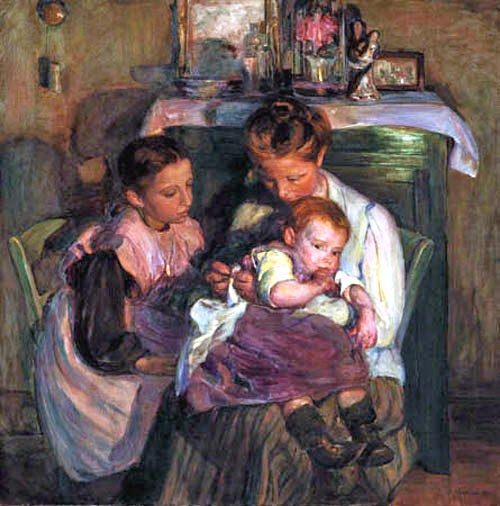
Happy Days, 1905
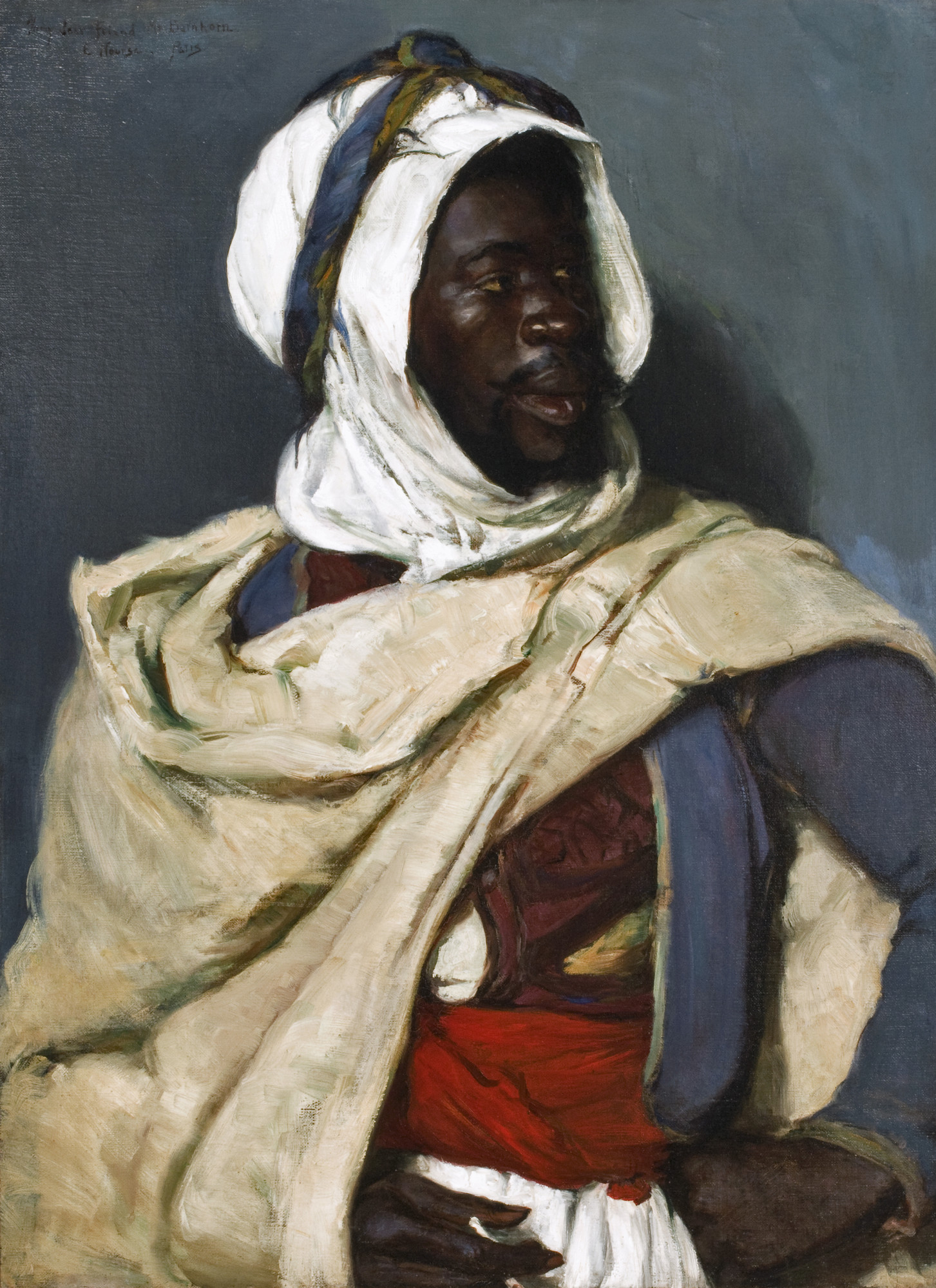
Head of an Algerian, 1898. Museo de Nueva Bretaña del arte americano
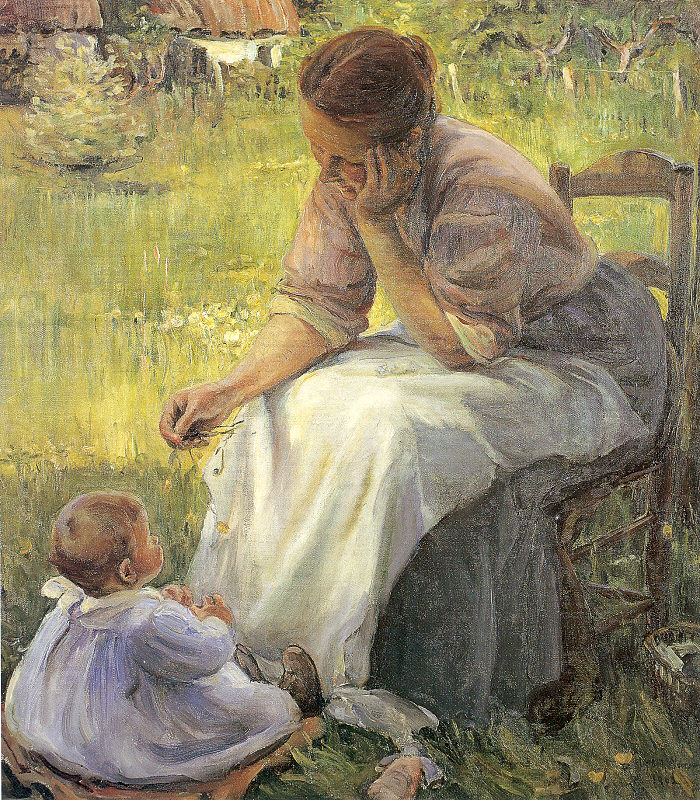
Meditation, 1902.
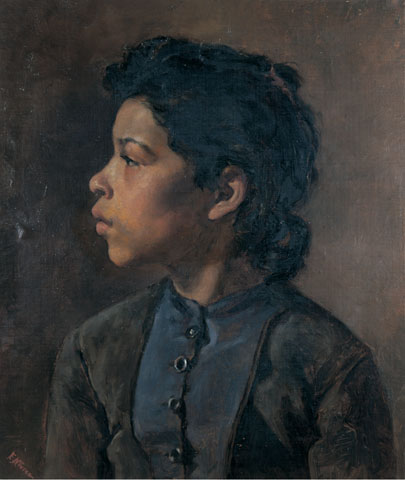
Head of a Girl, ca 1882. Museo de Arte de Cincinnati
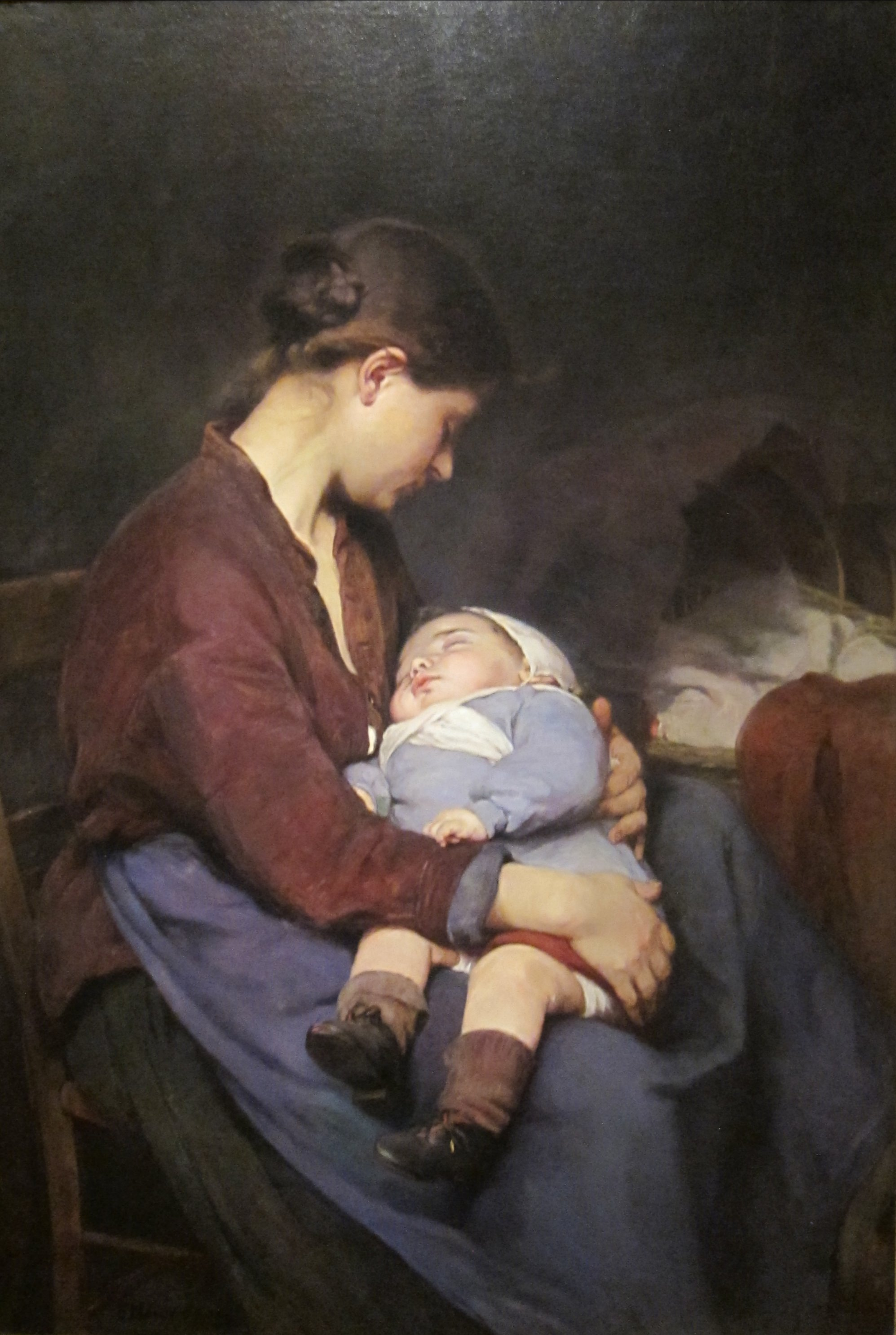
La mere, 1888. Museo de arte de Cincinnati
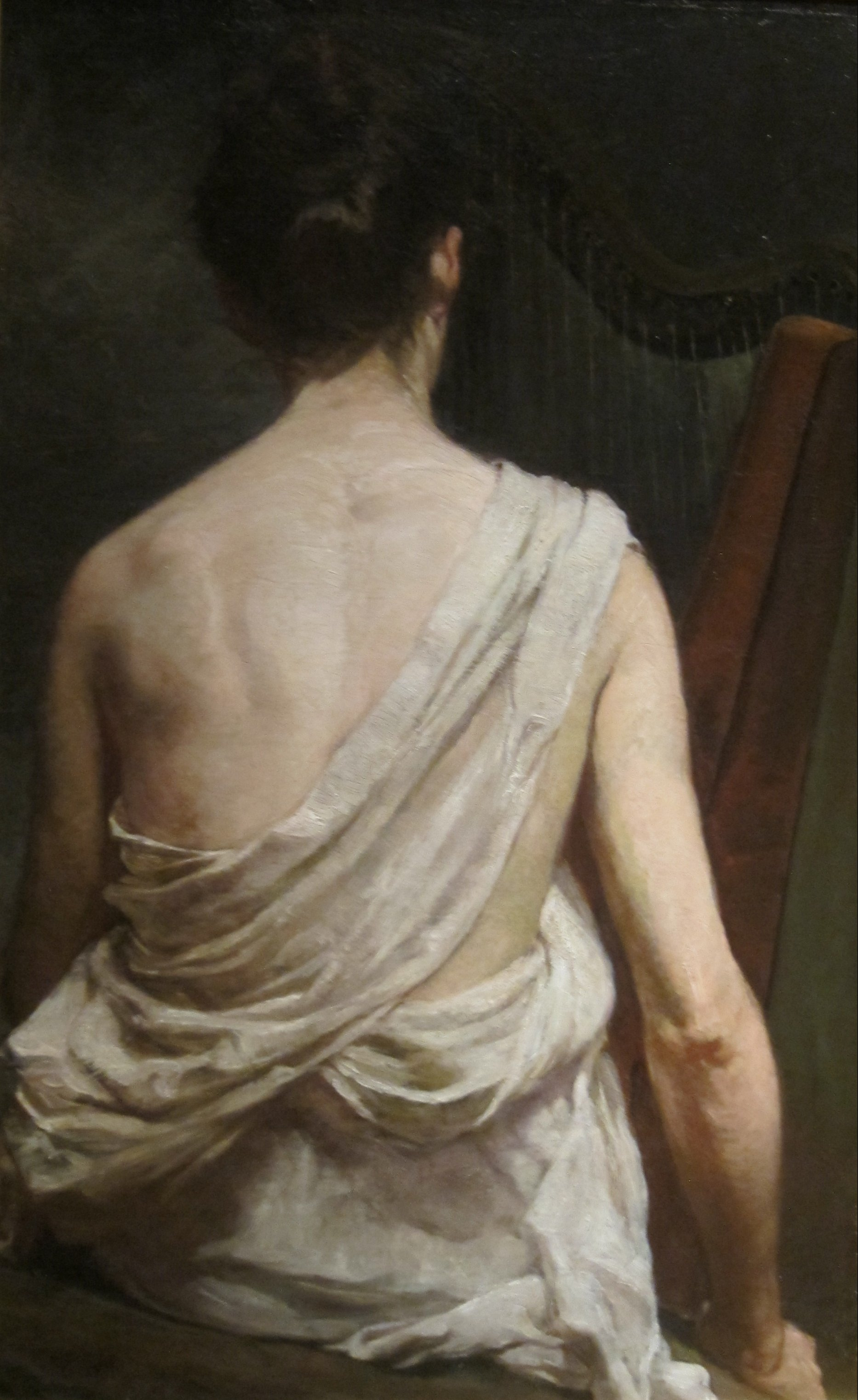
Woman with a Harp, 1887. Museo de Arte de Cincinnati
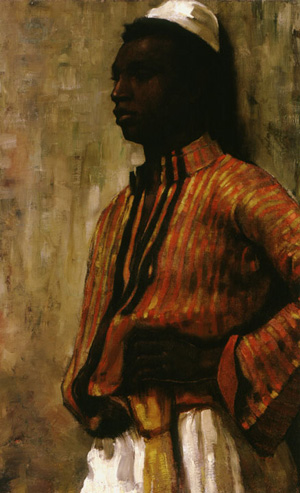
Moorish Boy, 1897. Museo de Arte de Cincinnati
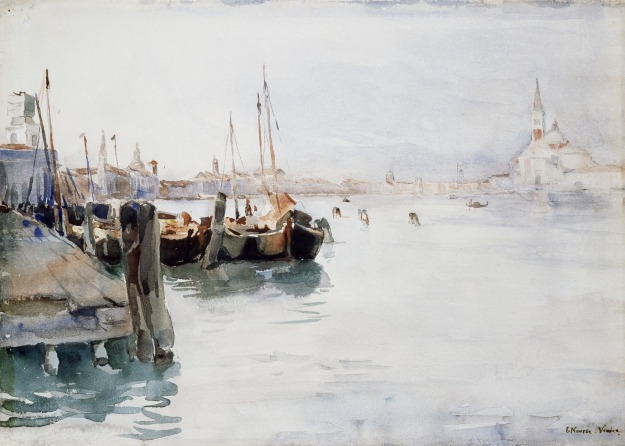
Venice, acuarela sobre rastros de lápiz, 1891. Museo de Arte de Cincinnati